# NGC 3299
NGC 3299 is een balkspiraalstelsel in het sterrenbeeld Leeuw. Het hemelobject werd op 19 maart 1784 ontdekt door de Duits-Britse astronoom William Herschel.

## Synoniemen
- UGC 5761
- MCG 2-27-29
- ZWG 65.64
- PGC 31442